# Nitisol

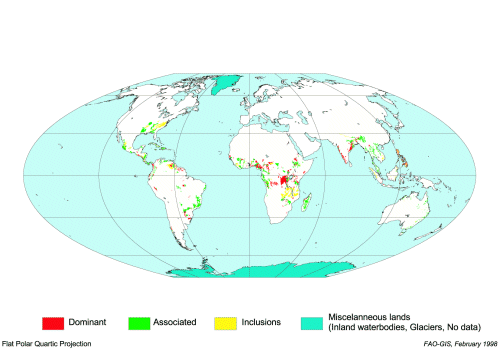
Distribución de nitisoles

El nitisol, en la Base de Referencia Mundial de Recursos Suelos (WRB), es un suelo profundo, rojo, bien drenado, con un contenido de arcilla de al menos el 30% y una estructura poliédrica o de bloques, rompiéndose en un poliédrico o en una estructura plana o en una estructura con bordes. Los agregados del suelo muestran caras de presión. Los nitisoles se correlacionan con los alfisoles, ultisoles e inceptisoles kandic de la taxonomía de suelos del USDA.
Estos suelos se encuentran en los trópicos y subtrópicos; existen extensas áreas de ellos en las tierras altas tropicales de Etiopía, Kenia, República Democrática del Congo y Camerún. Los nitisoles se forman a partir de material de textura fina erosionado a partir de roca madre intermedia a básica y la caolinita, la halloysita y los óxidos de hierro dominan su mineralogía arcillosa.
Los nitisoles se definen técnicamente por una acumulación significativa de arcilla (30 por ciento o más en masa y que se extiende hasta 150 cm [5 pies] por debajo de la superficie) y por una estructura agregada en bloques. Se cree que los óxidos de hierro y el alto contenido de agua desempeñan un papel importante en la creación de la estructura del suelo. Los nitisoles también están fuertemente influenciados por la actividad biológica, lo que resulta en una homogeneización de la parte superior del perfil del suelo. Estos suelos están relacionados con los órdenes Alfisol e Inceptisol de la taxonomía de suelos del USDA. Los grupos de suelos relacionados de la FAO que se originan en climas tropicales y que también contienen capas con acumulaciones de arcilla son los acrisoles y los lixisoles.